# Кеккетын, Кецай
Кецай Кеккетын (1918, Петропавловский уезд, Камчатская область — 1943) — советский корякский (нымыланский) писатель.

## Биография
Родился в 1918 году в Конной Речке (ныне — Тигильский район Камчатки) в семье батрака. Его отец Кеккет после установления на Камчатке советской власти стал активистом, председателем общинного совета. Кецай учился в кочевой школе, затем в школе в с. Тигиль, затем в 1932 был направлен в ленинградский Институт народов Севера. Учился у разработчика корякского алфавита Сергея Николаевича Стебницкого, который позже способствовал изданию его произведений. Кецай Кеккетын решил стать писателем.
В одном из писем домой он писал (согласно пересказу его брата М. К. Мейнувье):

 «У меня возникла потребность писать о своих людях, небольшом народе. Это трудная задача. Всеми силами стараюсь овладеть творческим мастерством. Работаю над собою много, часто приходится заниматься до двух часов ночи. Учебный день уплотнён до предела, всё надо успеть. Мою задачу значительно облегчает знание истории своего народа, тяжёлой жизни бывших батраков. Буду стараться так писать, чтобы мои книги не были скучными.» — Мейнувье М. К. Воспоминания о пережитом // Повести Кецая Кеккетына: Тексты. Переводы. Комментарии. — С. 370.
В 1936 г. не закончив институт, вернулся на Камчатку. Принят на должность инструктора Отдела народного образования Исполнительного комитета Корякского национального округа. Работал агитатором. Был арестован, последнее документальное свидетельство о нём относится к 2 сентября 1940. По распространённой, но не подтверждаемой никакими документами версии, погиб на фронте во время Великой Отечественной войны.
Брат — Мирон Кеккетович Мейнувье (1915—1995), был партийным работником.
Несмотря на то, что Кецай Кеккетын прожил всего 25 лет, он считается основателем корякской литературы. Он был первым, кто использовал только что созданный корякский алфавит для создания произведений на родном языке. Наиболее известны его повести «Эвныто-батрак» (1936, издана в Ленинграде под заглавием «Эвныто-пастух») и «Хоялхот» (1939, русский перевод — 1955), в которых он рисует картины быта корякских охотников и оленеводов и различные народные обычаи и обряды, и «Последняя битва», являющаяся прозаическим переложением корякского устного народного творчества. Эти повести переизданы с парраллельным переводом в академическом издании в 2018 году.
Также написал «Книгу для чтения» (вышла в двух томах в 1938 году) на корякском языке, автобиографию и перевёл на корякский некоторые произведения Пушкина и Чехова. Книга «Хоялхот» была издана в 1939 г. в Ленинграде без указания имени автора, под инициалами «Х. К.»

## Память
- В 2008 году на Камчатке проходили юбилейные мероприятия, посвящённые 90-летию со дня рождения Кеккетына, впервые с 1930-х годов были переизданы его произведения на корякском[3].
- В 2020 году на Камчатке в посёлке Палана открыт памятник Кецаю Кеккетыну[4].